# Museu Arqueològic Municipal de Crevillent
El Museu Arqueològic Municipal de Crevillent (Baix Vinalopó, País Valencià) es troba a la Casa del Parc, bell edifici d'estil neocasticista construït el 1927 per l'arquitecte Juan Vidal Ramos, situat al nord-est del nucli urbà al costat de la zona verda més important de la vila, amb un còmode accés i facilitat per a l'estacionament de grans vehicles.

## Sales
En la seua planta baixa es pot visitar el Despatx-Laboratori del metge crevillentí D. Francisco Mas y Magro, investigador en hematologia que va arribar a ser proposat candidat a Premi Nobel, i el mobiliari original del saló-menjador dels seus antics propietaris molt característic de principis de segle. La primera planta és on està instal·lat el Museu Arqueològic pròpiament dit, i destaca per conservar encara els paviments ceràmics de la casa en molt bon estat, que formen motius geomètrics i florals imitant dibuixos de catifes, molt d'acord amb la tradició industrial de la localitat.
La segona planta, finalment, està reservada a una sala d'exposicions que alberga la Col·lecció de Pintura Municipal i en la qual, a més, atrau la bella armadura de fusta que suporta la coberta de l'edifici, la qual li dona un aspecte original a la sala.
El Museu Arqueològic té unes zones reservades a biblioteca, laboratori i despatxos, i compta amb una superfície expositiva d'uns 100 m2 dividits en tres parts, on es pot rastrejar el pas de les diferents cultures assentades en les terres que actualment formen Crevillent.
Aquestes arrenquen en el Paleolític superior, concretament fa uns 30.000 anys, i des del Calcolític es van succeint, una darrere l'altra, acabant en l'islam. De les 266 peces exposades destaquen els següents lots:
Els motlles de fosa en pedra calcària per a destrals i espases del Bronze Final del Bosch, lligats a la metal·lúrgia de tipus atlàntic i que són un fidel exponent de la importància que tenien aquestes activitats durant aquella època en aquesta zona.
Els bronzes fenicis del Camí de Catral i La Canyada Joana en què es representen motius religiosos de tipus oriental (lleons, grius, cabres rampants, la flor de lotus, l'arbre de la vida, la palmeta de bol, etc.) I semblen pertànyer a un taller d'orfebre. Es tracta de dues peces excepcionals que augmenten l'escàs repertori de troballes d'aquesta naturalesa.
El tresoret de denaris de Catxapets, 268 monedes de plata encunyades a Roma, la data està entre el 211 i el 100 abans de Crist i en les quals es pot distingir una extensa varietat de motius i elements, sobretot en els seus reversos (quadrigues, dioscurs a cavall, els noms dels magistrats monetals, etc.). Els seus estudis ho han qualificat com una ocultació monetal de tipus familiar, sent tots els exemplars moneda circulant. Per la singularitat de la troballa, la seua entitat i per l'excel·lent grau de conservació, es considera com el conjunt numismàtic més important d'aquestes comarques, la qual cosa li va valer per incloure'l en l'Inventari General de Béns Mobles del Patrimoni Històric Espanyol.
Actualment (des de 2009), s'han iniciat les obres d'ampliació del museu amb la construcció d'un edifici de nova planta que abraçarà una nova sala arqueològica i una paleontòlogica.